# Josip Pivarić
Josip Pivarić (30 de gener de 1989) és un defensa croat que juga pel Dinamo de Kíev.

## Carrera

### Dinamo Zagreb
Josip Pivarić es va unir a l'acadèmia juvenil del GNK Dinamo de Zagreb quan era jove. Va ser ascendit al primer equip durant la primavera de 2008. Va ser cedit al filial del Dinamo, NK Lokomotiva Zagreb, aquell mateix any, i va jugar tretze partits la primera temporada amb el Lokosi. El gener de 2009, va signar un contracte de set anys i mig amb el Dinamo Zagreb, i va estar fins a finals de la temporada 2011-2012 cedit al Lokomotiva.
El gener de 2012, Pivarić es va unir al primer equip del Dinamo. Va debutar professionalment pel Dinamo el 25 de febrer de 2012 en una victòria 3-0 contra el NK Karlovac. El seu primer gol pel Modri va ser en un empat a u contra el NK Rijeka el 21 d'abril de 2012.
Pivarić va marcar un gol històric pel Dinamo el setembre de 2015, el gol d'obertura en la cèlebre victòria 2-1 contra l'Arsenal FC a la Lliga de Campions de la UEFA de 2015-2016.
En un amistós contra el noruec Strømsgodset el gener de 2016, Pivarić va contraure mal al lligament del genoll, i li va impedir jugar la resta de la temporada 2015-2016 i perdre probablement una convocatòria de la selecció nacional pel Campionat d'Europa de futbol 2016. Pivarić va tornar a jugar el 6 de juliol de 2016, en una victòria 1-0 en un amistós de pretemporada contra el FC Copenhaguen.

### Dinamo de Kíev
El 8 d'agost de 2017, Pivarić va signar un contracte de tres anys amb el club ucraïnès Dinamo de Kíev.

## Carrera internacional

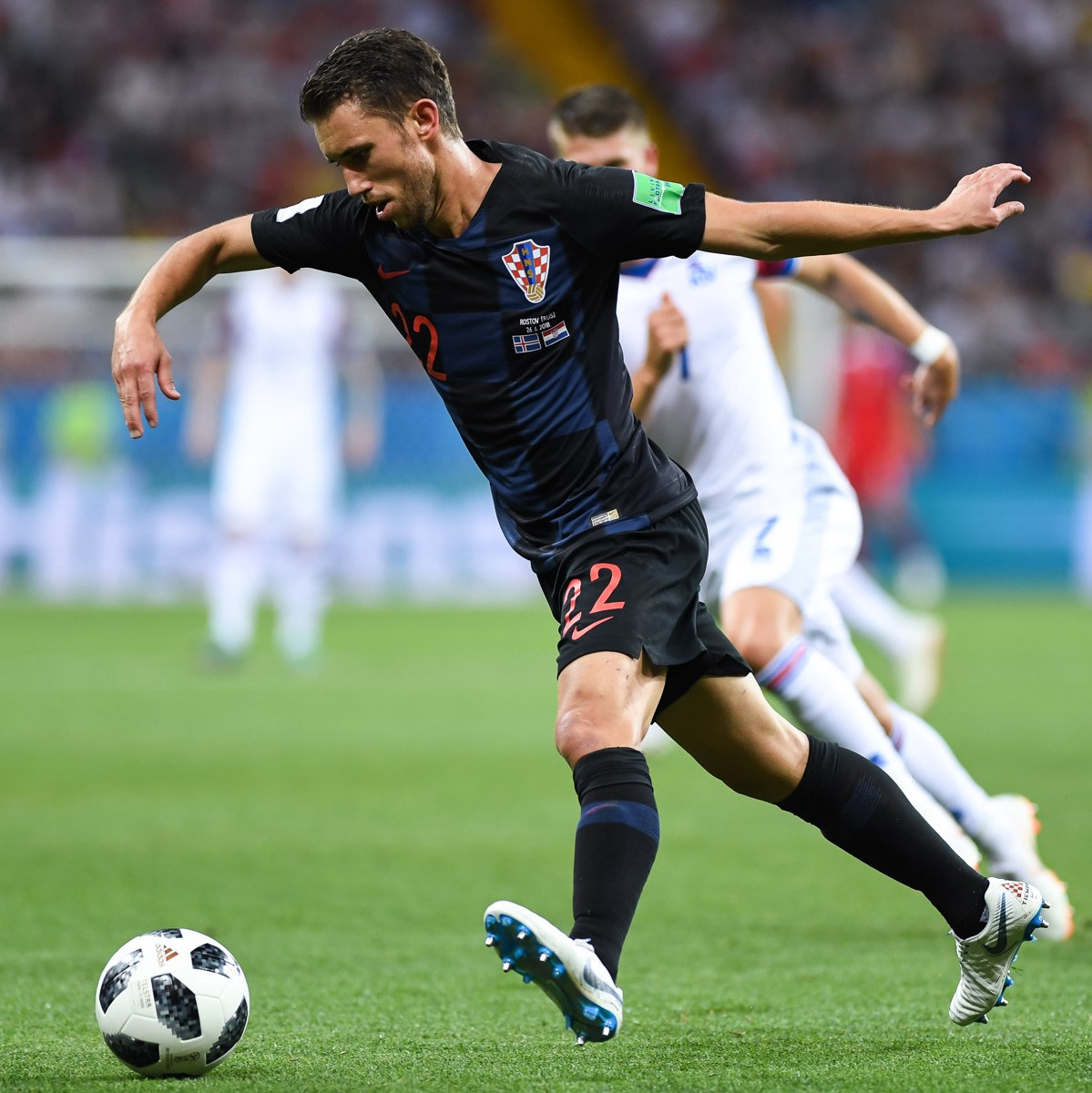
Pivarić jugant per Croàcia contra Islàndia en un partit de la Copa del Món de Futbol de 2018, el 26 de juny de 2018.

Pivarić va debutar internacionalment amb la selecció nacional croata de futbol el 14 d'agost de 2013, en una victòria 3-2 contra el Liechtenstein a Vaduz.
El maig de 2018 va ser convocat a la plantilla preliminar de 32 homes per la Copa del Món de Futbol de 2018 a Rússia. Al llarg del campionat, Ivan Strinić, la primera opció de Croàcia per defensa esquerra, patia molèsties en gran part a causa de jugar tres vegades consecutives partits amb pròrroga per tal d'arribar a la final. Això va permetre a Pivarić tenir molt temps de joc durant el camí a la final de la Copa del Món de Futbol de 2018.

## Estadístiques

### Internacional
Actualitzat l'11 de juliol de 2018.
| Croàcia | Croàcia | Croàcia |
| Any     | Partits | Gols    |
| ------- | ------- | ------- |
| 2013    | 2       | 0       |
| 2014    | 0       | 0       |
| 2015    | 3       | 0       |
| 2016    | 4       | 0       |
| 2017    | 9       | 0       |
| 2018    | 5       | 0       |
| Total   | 23      | 0       |